# Tramwaje w Marsylii

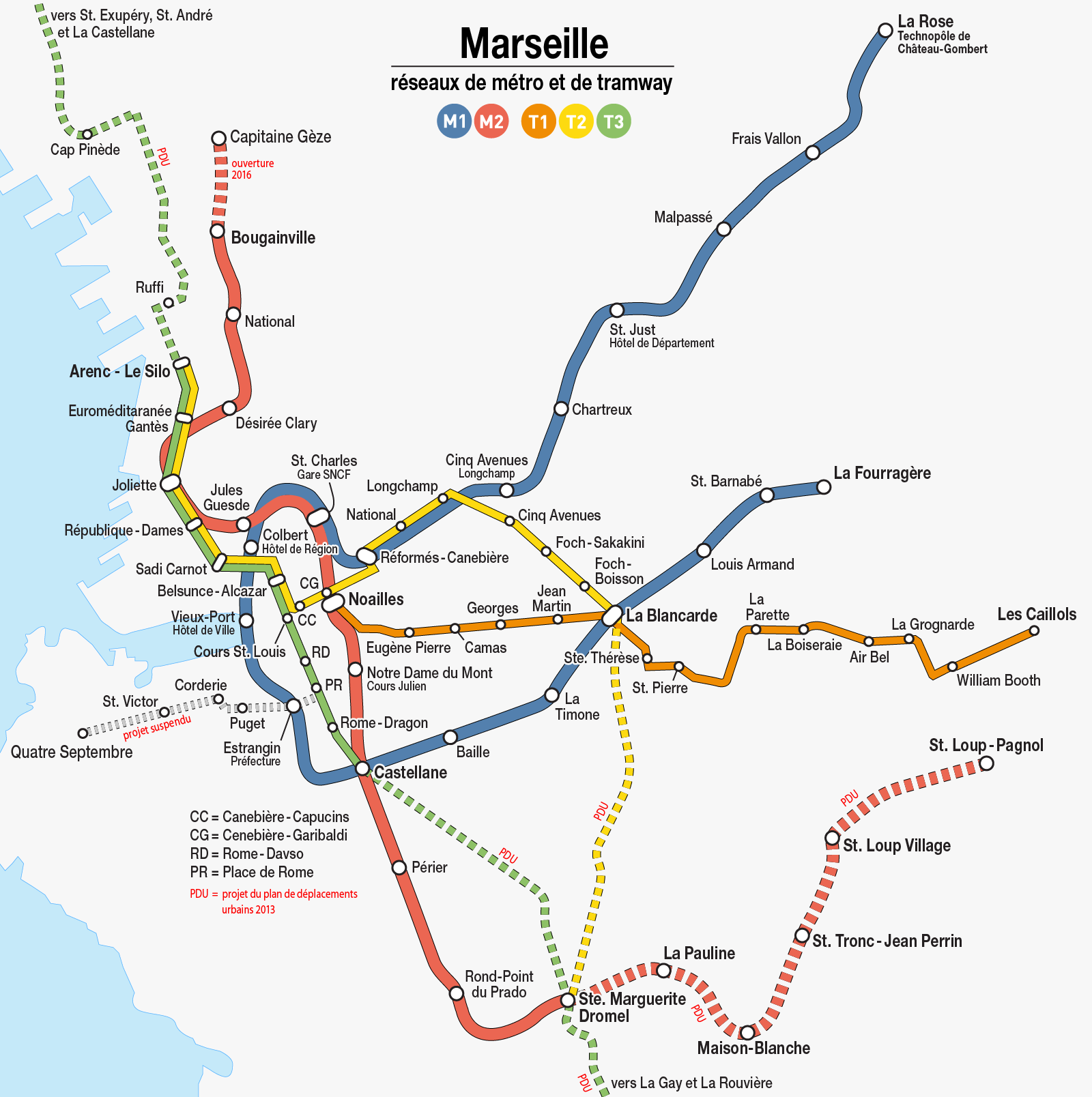
Sieć tramwajowa oraz metro w Marsylii (2010)

Tramwaje w Marsylii – system komunikacji tramwajowej we francuskim mieście Marsylia. Jest jednym z trzech francuskich systemów, które nigdy nie zostały zlikwidowane od momentu otwarcia. Są jednym z trzech środków transportu w mieście, obok marsylskiego metra oraz autobusów.

## Historia

### Początek

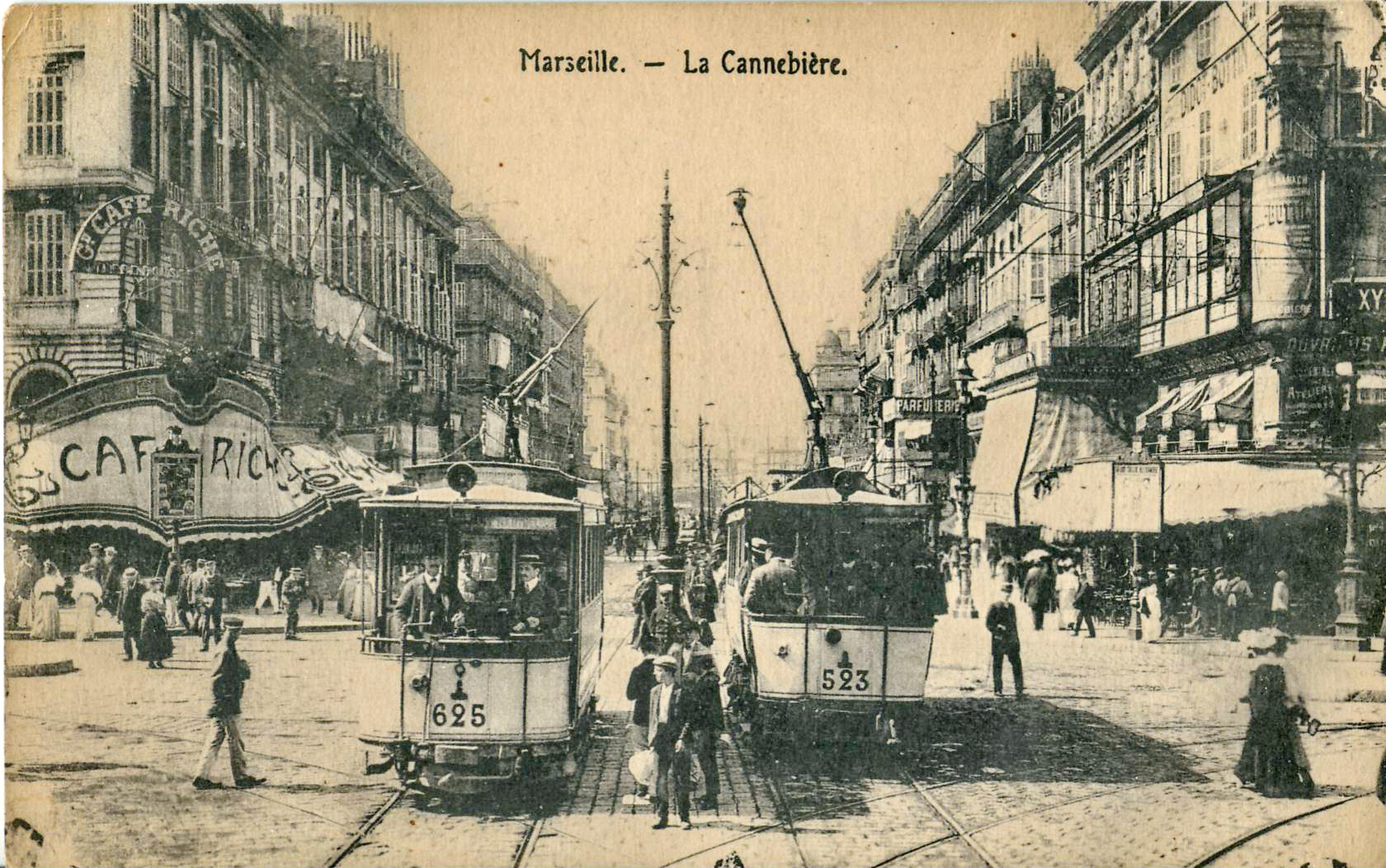
Tramwaje na ulicy Canabière przed I Wojną Światową.

Pierwsza linia tramwajów konnych ruszyła w 1876 wzdłuż ulicy Canebière. W 1900 rozpoczęto elektryfikację sieci, na potrzeby której zakupiony został nowy tabor. Sieć składała się zarówno z odcinków miejskich, jak i podmiejskich, docierając do okolicznych wiosek. Wiele linii zbiegało się w Canebière oraz w porcie, umożliwiając dogodne przesiadki.
Tramwaje w Marsylii były poddawane nieustannej modernizacji; prowadzona była regularna wymiana starszego taboru na nowszy. W 1938 zakupione zostały 33 wagony doczepne z likwidowanej sieci w Paryżu. W 1939 kompania tramwajowa posiadała 430 wagonów silnikowych oraz 350 doczepnych, które kursowały po 71 liniach. 
W 1943 powstał duży, lecz nigdy niezrealizowany projekt. Zakładał on budowę tuneli pod centrum miasta, do których zamierzano wprowadzić najbardziej zatłoczone linie. W 1949 zbudowano i wprowadzono do ruchu pierwsze tramwaje przegubowe, powstałe z połączenia dwóch starszych wagonów. Były to jedyne tego typu wagony we Francji do 1985, gdy otwarto sieć w Nantes.
Władze Marsylii były niechętne dalszemu rozwojowi komunikacji tramwajowej. Wzrost ilości samochodów oraz chaotyczna rozbudowa sieci dróg po II wojnie światowej doprowadziły do powolnego zamykania kolejnych odcinków sieci i zastępowania ich trolejbusami i autobusami. W 1955 tramwaje zniknęły z Canebière, a ostatnie zamknięcie miało miejsce w 1960.

### Linia 68

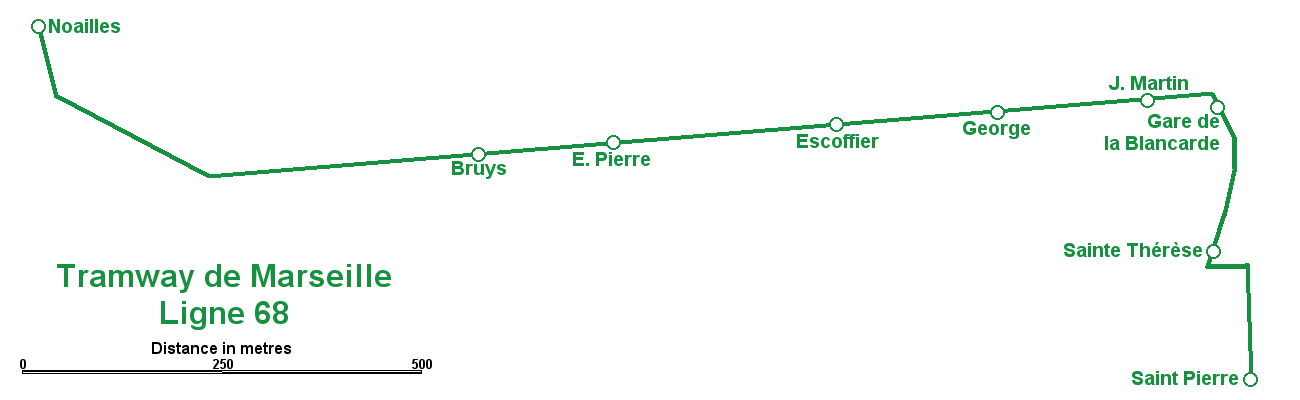
Plan linii 68

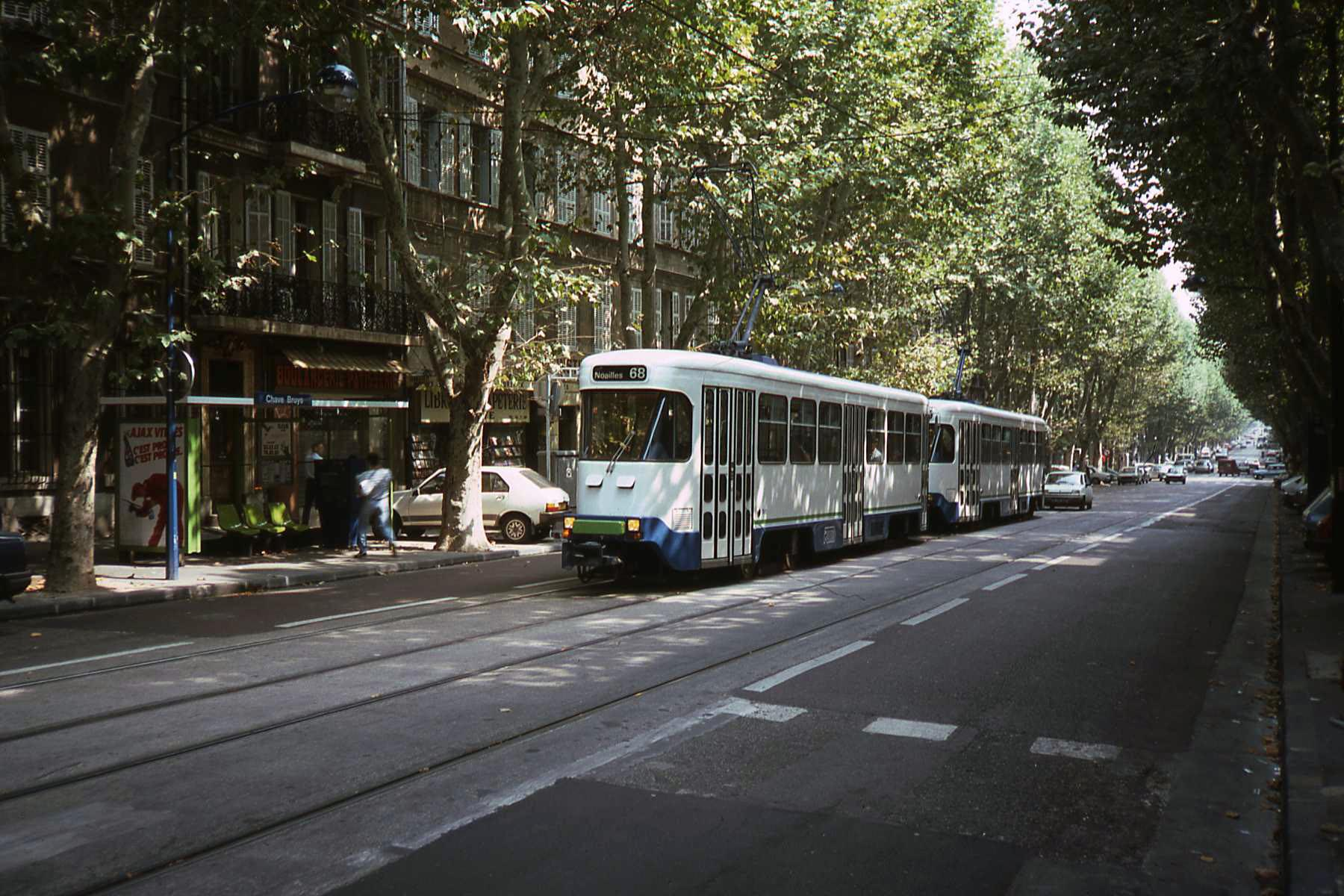
Skład wagonów tramwajowych typu PCC na linii 68. Zdjęcie z roku 1984

Otwarta w 1893 linia 68 była jedyną, która przetrwała okres likwidacji tramwajów w latach 50. Końcowy przystanek Noailles zlokalizowany był w ślepym tunelu pod centrum miasta, który miał ułatwić dotarcie tam z pominięciem wąskich uliczek. Trudności z przebudową tego unikalnego w skali Francji obiektu inżynieryjnego na autobusy sprawiły, że linię zdecydowano się zostawić.
Licząca 3 kilometry długości linia z Noailles do cmentarza Saint Pierre była zawieszona do 1965, gdy uchwalono program jej modernizacji. W 1969 wprowadzono 21 nowych tramwajów PCC, a całe torowisko zostało ułożone od nowa. Na wiosnę wycofano z ruchu ostatnie stare tramwaje. Modernizacja przyczyniła się do wzrostu liczby pasażerów z 4 917 000 do 5 239 000 w 1973.
Kolejna modernizacja miała miejsce w 1984, gdy dostarczono trzy nowe wagony, a pozostałe połączono w dwuwagonowe składy.

### Nowa sieć tramwajowa

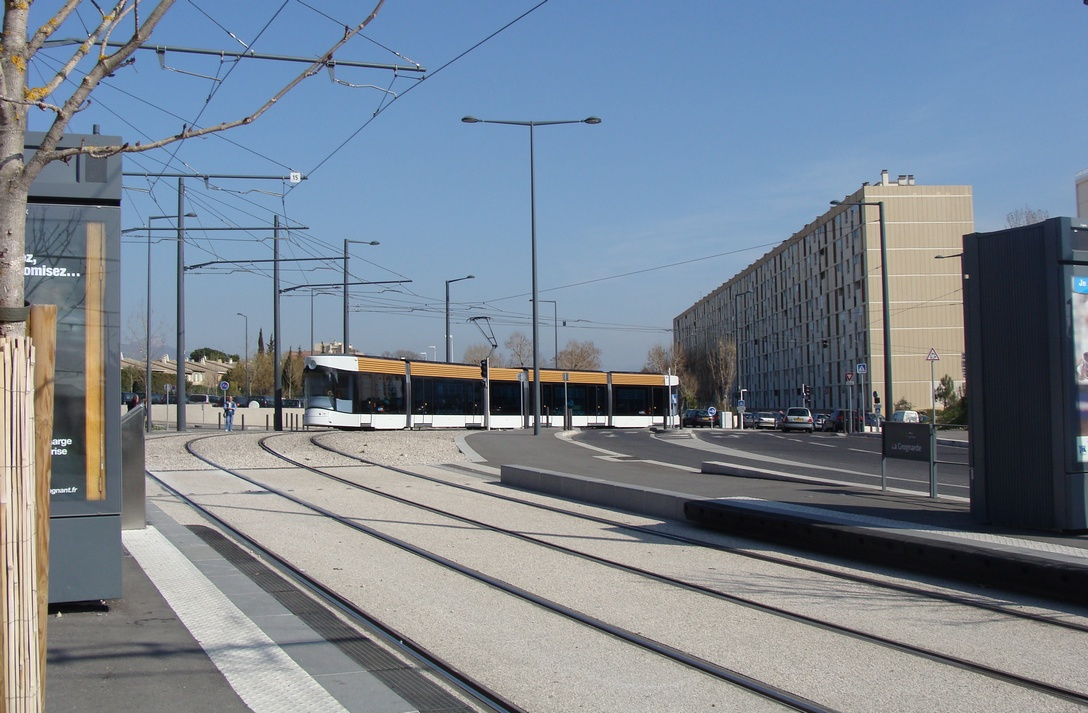
Bombardier Flexity Outlook na skrzyżowaniu Grognarde

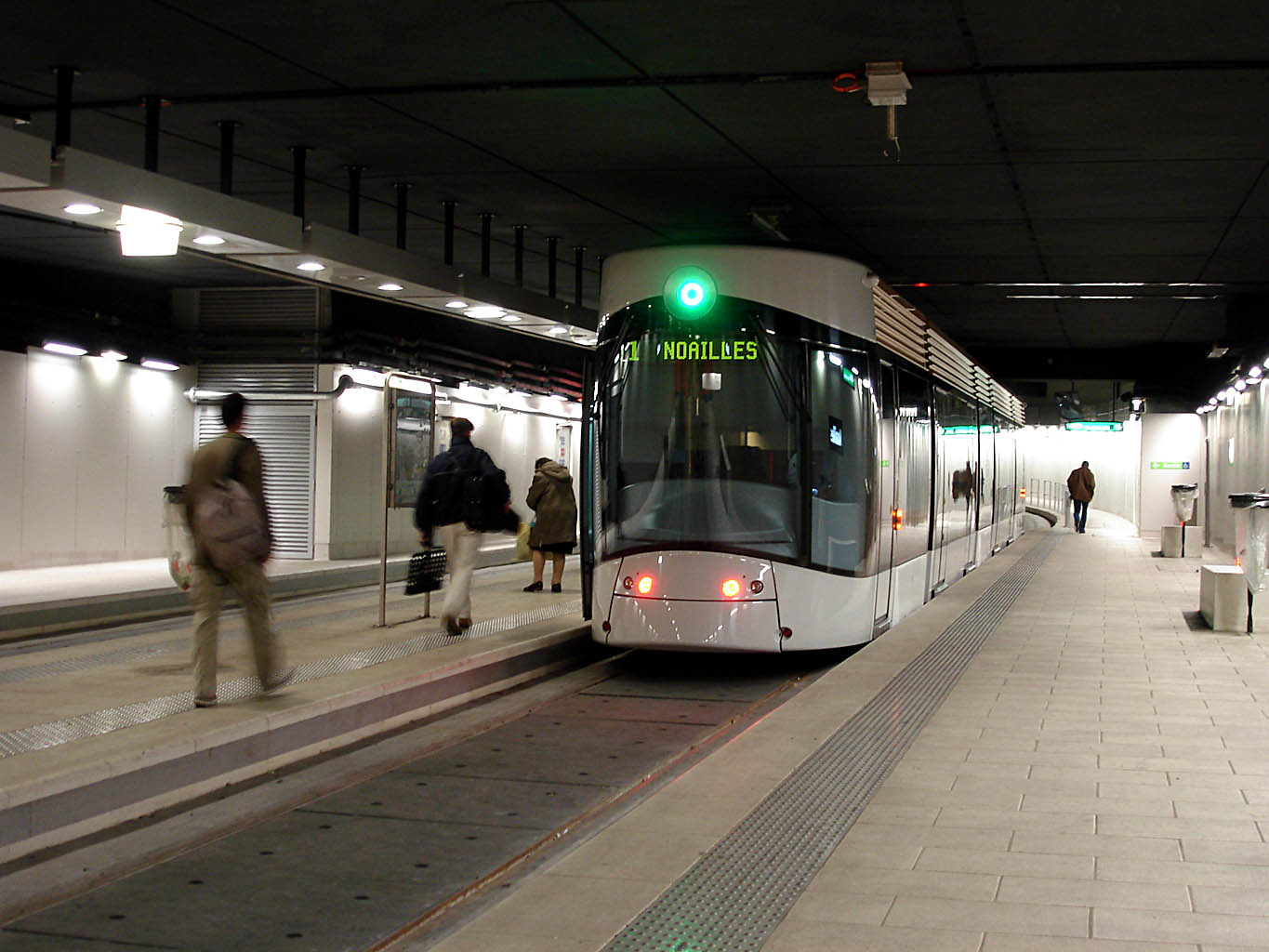
Podziemny przystanek Noailles

Na początku XXI wieku władze Marsylii stworzyły projekt rewitalizacji oraz całkowitej przebudowy sieci tramwajowej w mieście. Jego realizacja rozpoczęła się 8 stycznia 2004, gdy zamknięto linię 68, która po przebudowie miała stać się częścią nowego systemu. Zakończenie przedsięwzięcia było pierwotnie planowane na 2011, lecz obecnie wiadomo, że ostatnie odcinki zostaną otwarte kilka lat później.
Kalendarium budowy:
- 30 czerwca 2007 otwarta została linia T1 z Euroméditerranée na północnym zachodzie miasta do Les Caillols na wschodzie. Między La Blancharde oraz Saint-Pierre kursowała ona po trasie linii 68.
- W listopadzie 2007 otwarta została sekcja dawnej linii 68 od Blancarde Chave do E. Pierre. Zreorganizowany został układ linii. Linia T1 została skierowana z Les Caillols do E. Pierre, zaś na odcinku od Euroméditerranée do La Blancharde powstała linia T2. Druga z końcówek była jednocześnie punktem przesiadkowym między obiema liniami.
- 28 września 2008 otwarty został ponownie tunel do końcówki Noailles będącej jednocześnie punktem przesiadkowym z linią T2 oraz linią metra. Przedłużona została do niego linia T1.
- 27 marca 2010 linia T2 została wydłużona o jeden przystanek z Euroméditerranée do Euroméditerranée Arenc.

W dalszych planach jest dalsze wydłużenie sieci z Euroméditerranée Arenc do końcowej stacji drugiej linii metra w Bougainville, a także budowa odcinków do placu Castellane oraz Place du 4 Septembre. Po ukończeniu inwestycji sieć będzie składać się z trzech linii kursujących w relacjach:
- T1: Noailles - Les Caillols
- T2: Bougainville - Cours Saint Louis - Castellane (2013)
- T3: Place du 4 septembre - Cours Saint Louis - Blancarde (2014)

## Linie
| Linia | Trasa                                                                     |
| ----- | ------------------------------------------------------------------------- |
| T1    | Noailles ↔ La Blancarde ↔ Saint Pierre ↔ Les Caillols                     |
| T2    | Arenc le Silo ↔ Joliette ↔ Canabiére Garibaldi ↔ Longchamp ↔ La Blancarde |

## Tabor
Na potrzeby nowej sieci tramwajowej Marsylia zakupiła 26 tramwajów Bombardier Flexity Outlook. Są to pięcioczłonowe, dwukierunkowe wagony o długości 32,5 metra i szerokości 2,4 m. W razie potrzeby mogą być wydłużone o 10 metrów poprzez dodanie dwóch kolejnych członów. Do obsługi finalnej sieci potrzebne będzie 40 wagonów.
Zewnętrzny wygląd oraz wnętrze tramwajów zostało zaprojektowane przez MBD Design. Swoim kształtem wagony nawiązują do kadłuba statku, zaś widoczne nad kabiną kółko wyświetla kolor linii. Wnętrze utrzymane jest w błękitnej kolorystyce podkreślanej przez drewniane siedzenia.

## Technologia
Obecnie obie linie tramwajowe posiadają swoje własne torowiska, aczkolwiek są one połączone, aby umożliwić wyjazdy na linię oraz zjazdy do zajezdni zlokalizowanej w pobliżu w Saint-Pierre. Po otwarciu pozostałych odcinków linie T2 oraz T3 mają współdzielić krótki odcinek w centrum.
Poza krótkim odcinkiem w tunelu, cała sieć jest dwutorowa oraz zasilana z napowietrznej sieci trakcyjnej. Podobnie jak w przypadku prawie wszystkich innych francuskich sieci (z wyjątkiem sieci tramwajowej w Saint-Étienne), cały tabor jest dwukierunkowy i nie potrzebuje pętli do nawracania. W pobliżu ważniejszych przystanków umieszczone są rozjazdy, które umożliwiają zmianę toru w razie potrzeby.

## Taryfa
W marsylskich tramwajach obowiązuje identyczna taryfa biletowa, jak w pozostałych środkach transportu. Elektroniczne karty zbliżeniowe mogą być aktywowane wewnątrz pojazdu, zaś pozostałe bilety kasowane są w terminalach znajdujących się na przystanku.

## Galeria zdjęć

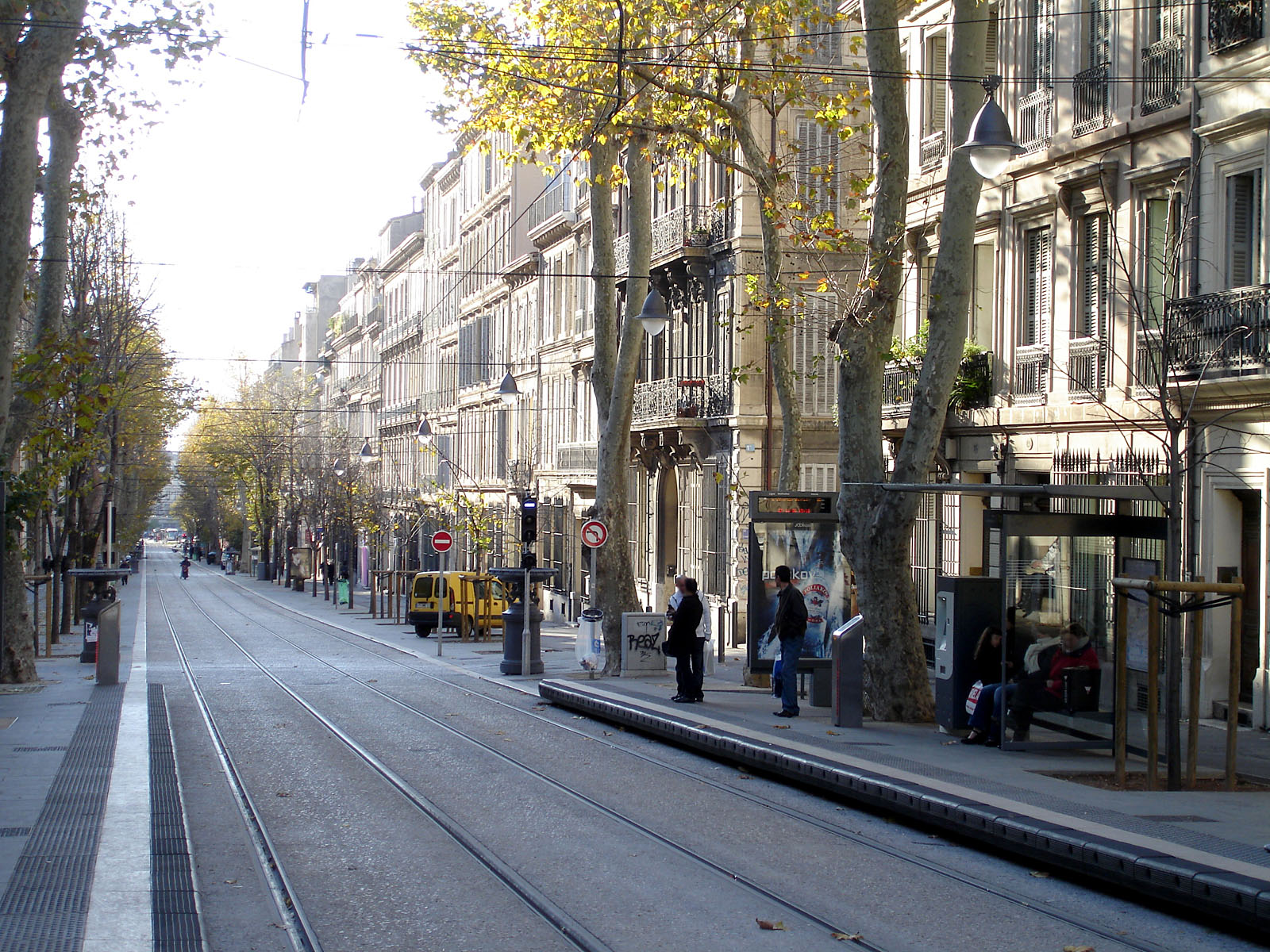
Torowisko tramwajowe na Boulevard Longchamp (Linia 2)
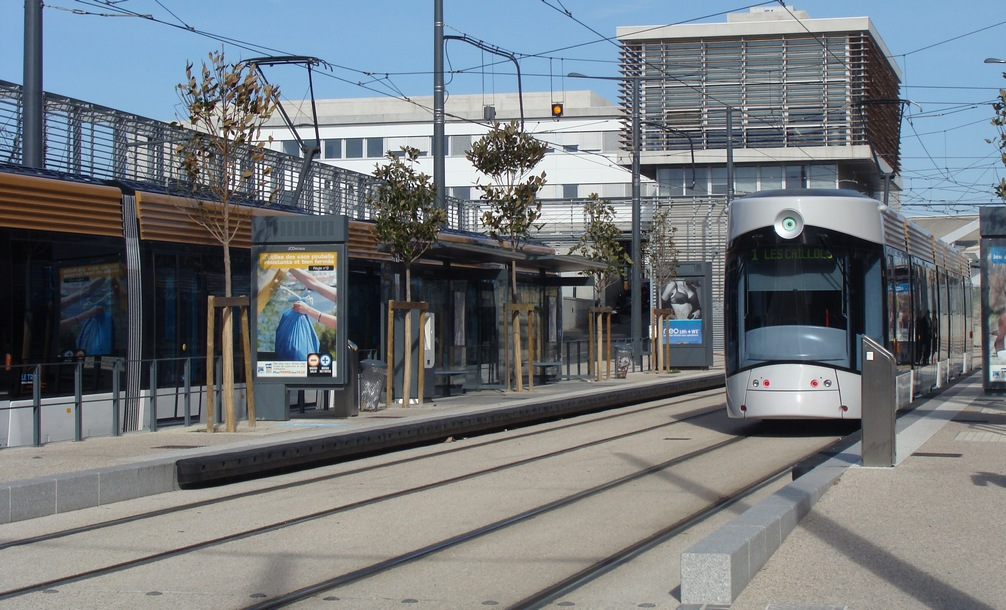
Zajezdnia w Saint-Pierre